# Zoo Wuppertal
Koordinaten: 51° 14′ 23″ N, 7° 6′ 44″ O
Der Zoologische Garten der Stadt Wuppertal (kurz Zoo Wuppertal oder Wuppertaler Zoo, Eigenbezeichnung: „Der Grüne Zoo Wuppertal“) ist ein wissenschaftlich geführter Zoo und eine der Sehenswürdigkeiten in der Stadt Wuppertal. Er ist außerdem Namensgeber des Villenviertels Zooviertel.
In der 24 Hektar großen Parkanlage mit alten Bäumen in Hanglage sind 4200 Tiere in rund 470 Arten aus allen Erdteilen untergebracht. In den Tierhäusern sind unter anderem Menschenaffen, Affen, Bären, Großkatzen, Tapire, Elefanten, Vögel, Fische und Reptilien zu besichtigen.

## Geschichte

### Vor dem Zweiten Weltkrieg

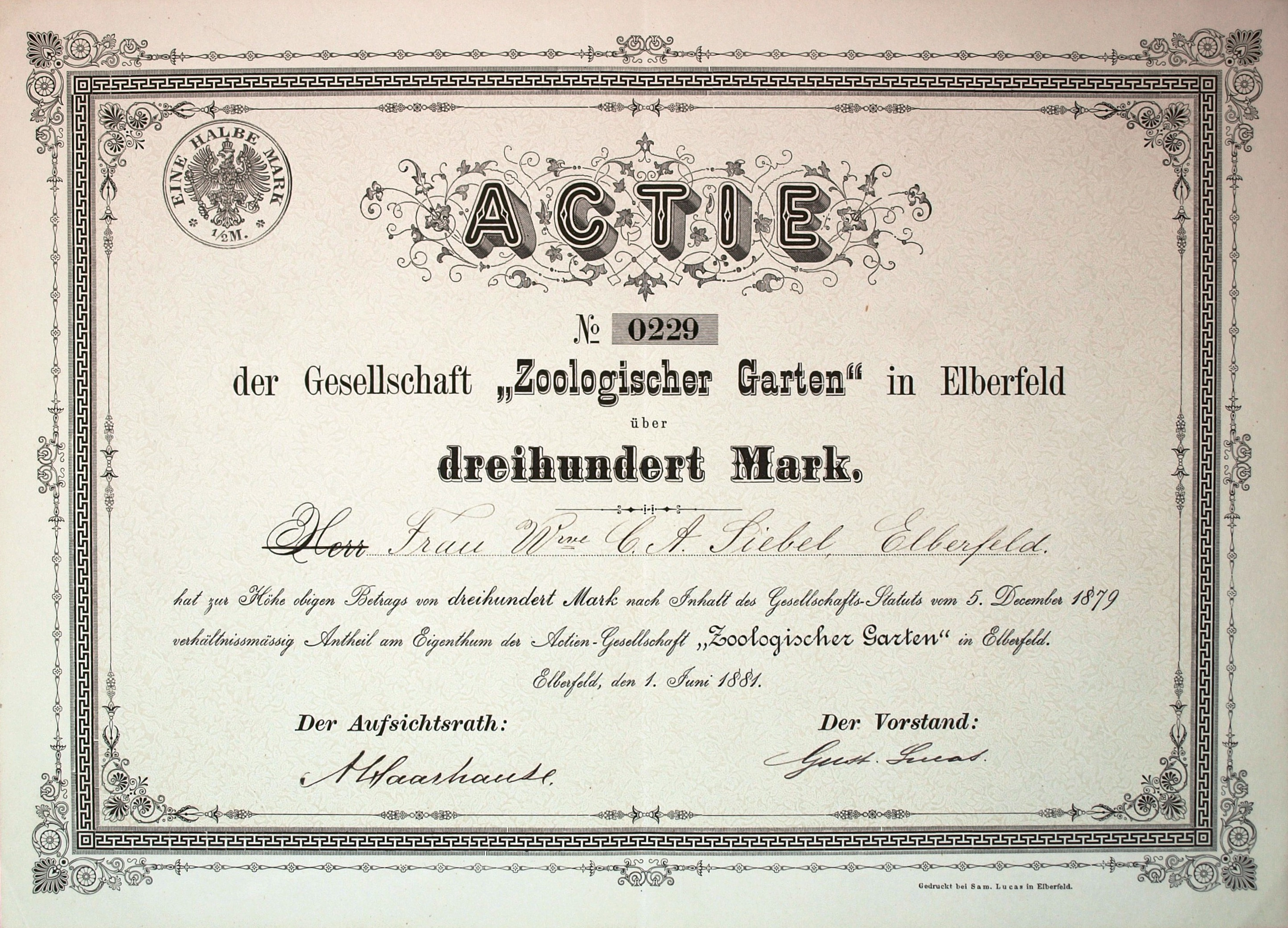
Namensaktie über 300 Mark der Actien-Gesellschaft „Zoologischer Garten“ in Elberfeld vom 1. Juni 1881

Der Wuppertaler Zoo wurde nach Plänen des Gartenbauarchitekts Heinrich Siesmayer angelegt. Die Aktiengesellschaft Zoologischer Garten wurde am 5. Dezember 1879 gegründet. Am 8. September 1881 wurden die Zoo-Gaststätten und der Zoo eröffnet. Zu Beginn hatte der Zoo 34 Tiere, darunter einen Bären und ein Wolfspaar. Auch Völkerschauen fanden in dem Zoo statt. So starb beispielsweise am 23. Juni 1885 die junge Aborigine Sussy Dakaro im Alter von 17 Jahren an Anämie, die im Zoo mit den anderen Aborigines als „Kannibalen“ mit Bumerangs präsentiert wurden. 2017 wurde ein Gedenkstein zu ihrer Erinnerung im Friedhof Sonnborn errichtet.
Am 15. September 1899 wurde der Löwe „Pascha“ geboren. Er war eine der wenigen zoologischen Sehenswürdigkeiten, da Vergnügungsangebote im Vordergrund standen, so konnte man unter anderem in dem See der heutigen Gibbonanlage Kanu fahren. In den Jahren 1910 bis 1912 wurde das „Nordlandpanorama“ für Eisbären, Seelöwen und Bergziegen und der Löwenfelsen erbaut. Im Mai 1927 wurde das Elefantenhaus fertiggestellt und am 27. Mai zogen das Asiatische Elefantenpaar „Krishna“ und „Lakshmi“ zusammen mit den beiden Flusspferden „Bubi“ und „Rosa“ ein. Nach einer Änderung des Aktienrechts wurde die Aktiengesellschaft 1937 aufgelöst und der Zoo wurde von der Stadt Wuppertal übernommen, die bis heute Eigentümerin des Zoos ist.

### Während des Krieges
In der Zeit des Zweiten Weltkrieges ließen die Behörden aus Luftschutzgründen Tiere erschießen oder in die Obhut anderer Zoos geben. Gegen Ende des Krieges wurden Tiere auch geschlachtet oder gingen durch Plünderungen verloren. Durch Bomben wurde der Zoo nicht allzu sehr beschädigt, auch wenn einige Anlagen leichte Schäden davon trugen. Bereits wenige Tage nach Kriegsende öffnete der Zoo wieder.

### Seit 1945

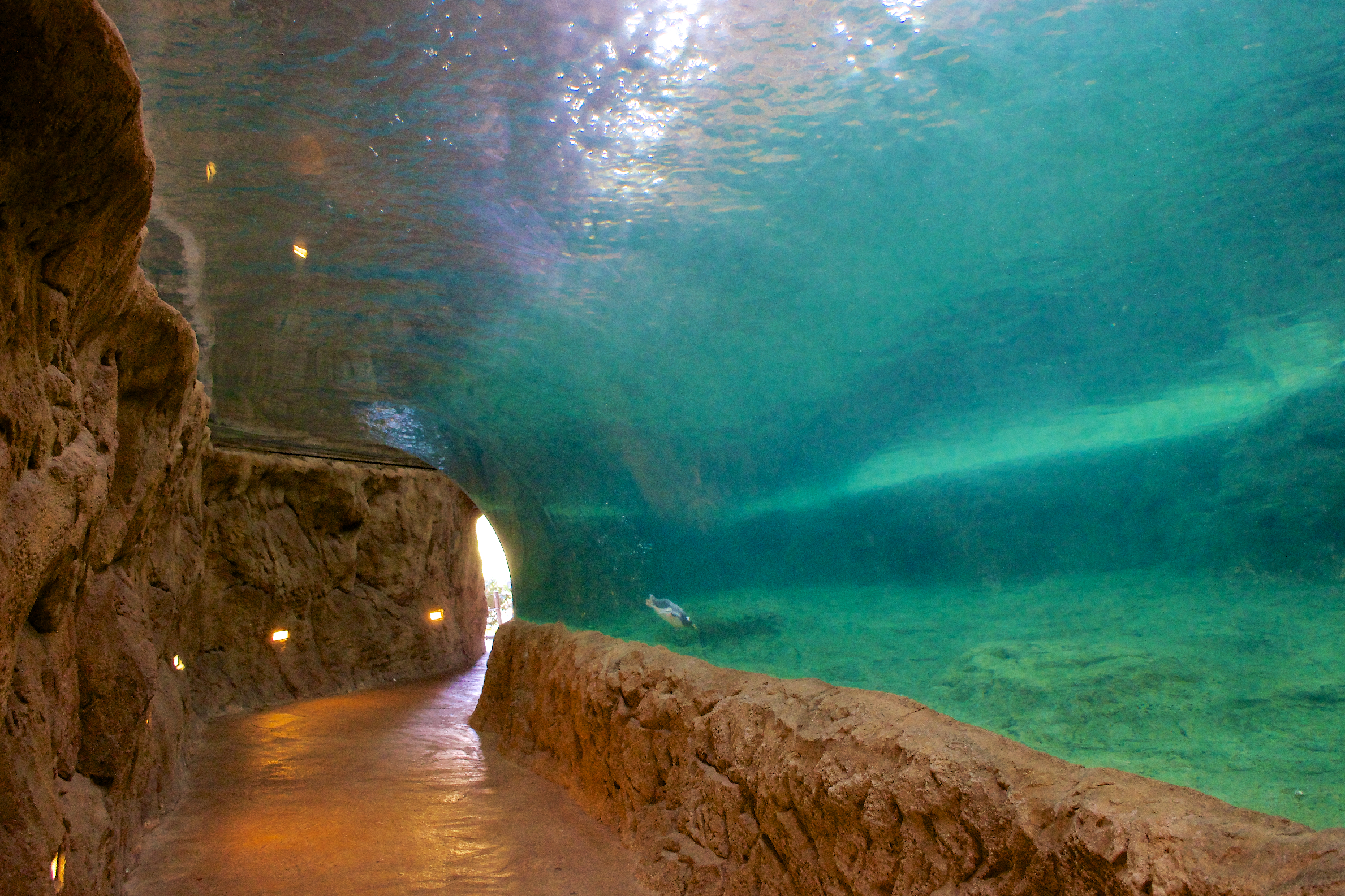
Begehbarer Tunnel in der Königspinguinanlage

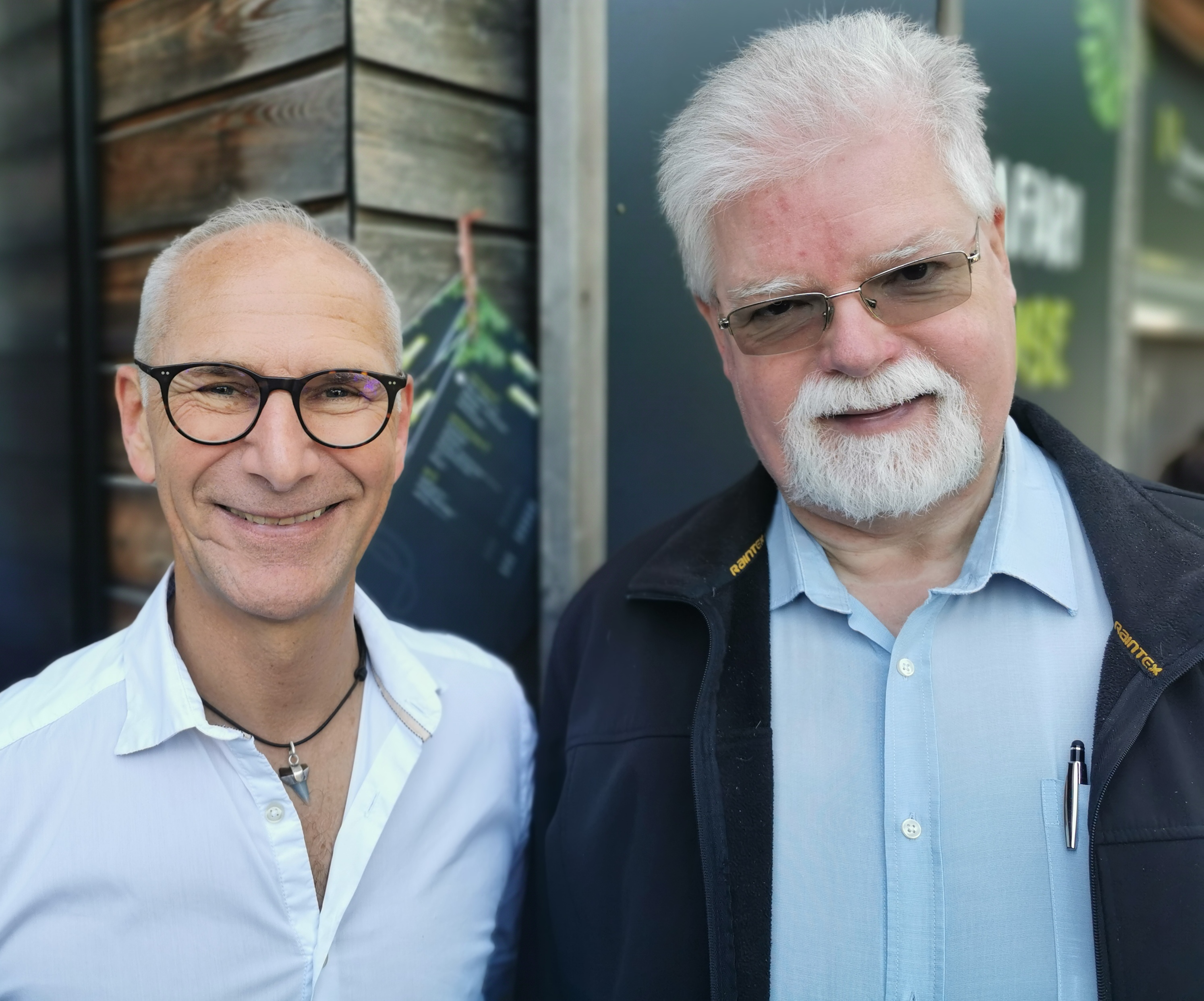
Zoodirektor Arne Lawrenz (links) und der Vorsitzende des Zoovereins Bruno Hensel (2025)

1946 fand zur Ermordung von vier Funkerinnen der Special Operations Executive im KZ Natzweiler-Struthof der Kriegsverbrecherprozess (Natzweiler-Prozess) vor einem britischen Militärgericht im Zoo statt.
Nachdem 1950 das Flusspferdweibchen „Lina“ aus München nach Wuppertal zog, kamen 1955 die beiden Indischen Elefanten „Siwa“ und „Rani“ in den Zoo. Rani starb 1970, Siwa verstarb 2000.
1963 wurde eine neue Braunbärenanlage eröffnet.
1981 feierte der Zoo sein 100-jähriges Bestehen. Dazu stiftete der Zoo-Verein eine Erweiterung der Gibbonanlage und ein neues Hirschhaus, die Stadt schenkte eine neue Greifvogelanlage.
1993 wurde eine Freiflughalle erbaut.
Am 14. Oktober 1995 wurde im Beisein von Ministerpräsident Johannes Rau die neue Elefantenanlage eröffnet. Sie stellt die größte Anlage im Wuppertaler Zoo dar. Hier leben 11 Afrikanische Elefanten, bis 2000 auch noch der Asiatische Elefant „Siwa“, auf einer Außenfläche von ca. 3000 m² und einer Innenfläche von ca. 1340 m². Hier sind das tägliche Baden der Tiere und Kunststücke im Außengehege zu sehen. Mittlerweile sind auf dieser Anlage seit 2005 sieben Elefantenjunge geboren worden. Die Elefantengruppe umfasst seit der Geburt des jüngsten Nachwuchses im April 2019 11 Tiere.
Im Mai 2002 wurde das ehemalige Elefantenhaus als Tapir-Haus neu eröffnet. Die hier beheimateten Mittelamerikanischen Tapire sind die einzigen züchtenden Exemplare ihrer Art in Europa.

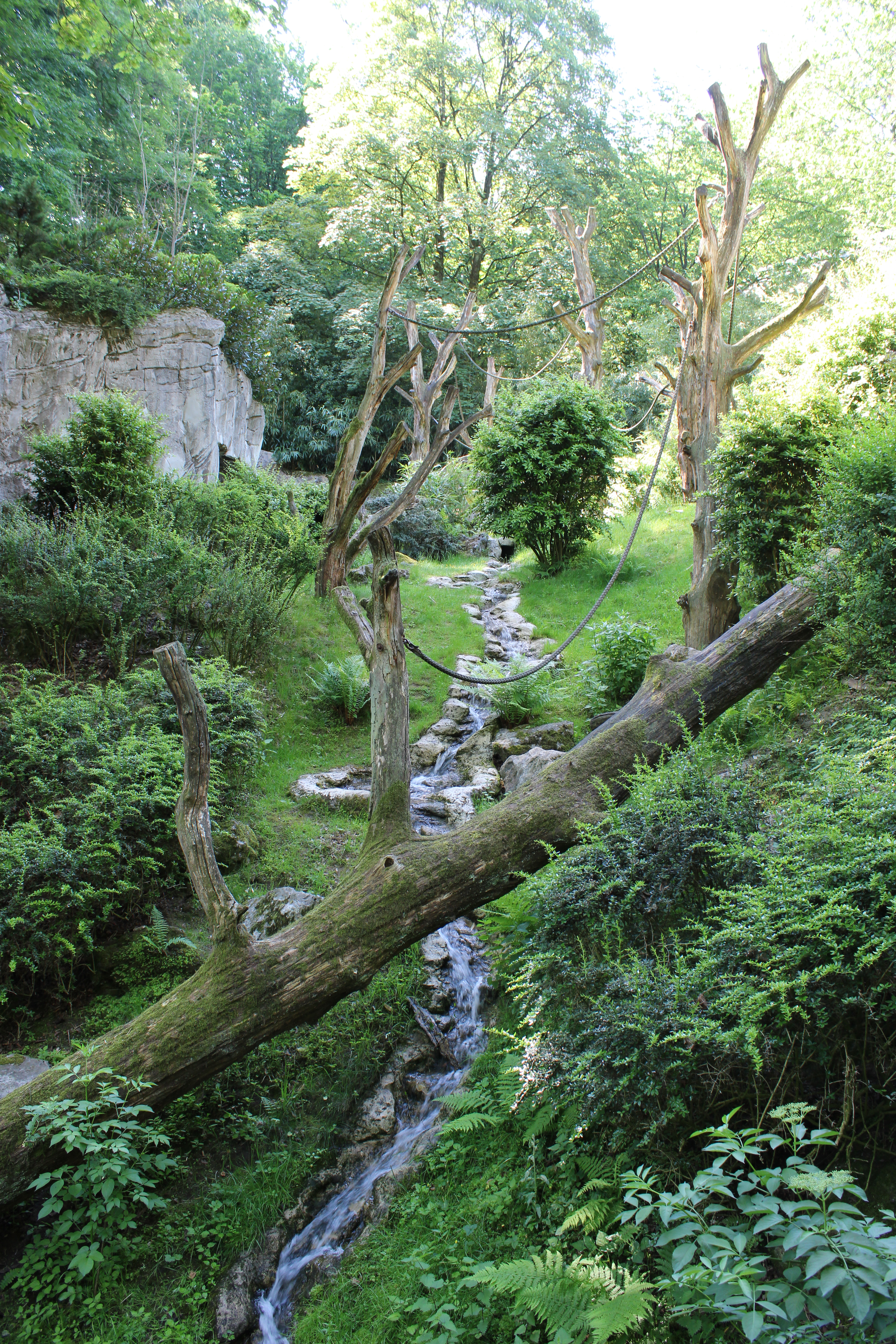
Freianlage für Orang-Utans

Im Juli 2003 wurde die neue Freianlage für Orang-Utans eröffnet. Sie gilt als bis dahin teuerste und größte Investition des Zoo-Vereins Wuppertal. Sie bietet den Tieren ca. 600 m² Auslauf, wobei ausschließlich Glas zum Abgrenzen des Geheges verwendet wurde. Die Besucher können die Tiere aus einer kleinen Höhle heraus beobachten.
Aus Anlass des 125-jährigen Jubiläums des Zoos im Jahre 2006 wurde eine neue Anlage für Brillenpinguine und ein Freigehege für die Gorillas gebaut, die ebenfalls zum Jubiläum fertiggestellt wurde. Der Zoo-Verein Wuppertal, Gewinner 2006 des Wuppertaler Wirtschaftspreises in der Kategorie „Stadtmarketing“, veranstaltete zum Jubiläum mit der „Pinguinale“ eine Sympathie-Aktion im gesamten Stadtgebiet zugunsten des Zoos.
Im Mai 2007 wurde das Gelände des Zoos um ein größeres Stück erweitert. Die „Sambatrasse“, die als ehemalige Bahnstrecke Elberfeld–Cronenberg zu einem öffentlichen Rad- und Fußweg ausgebaut wurde und bisher außerhalb des Zoos lag, verläuft seitdem teilweise auch über die sogenannte Tigertalbrücke, über den neuen und erweiterten Teil des Zoogeländes mit den Großkatzengehegen. Durch die Erweiterung entstand ein neues Freigehege für afrikanische Löwen, das zugleich das größte Löwengehege in einem deutschen Tierpark ist, und die erweiterte Anlage für Sibirische Tiger (Panthera tigris altaica).
Bei einem Test der Zeitschrift Stern im Frühjahr 2008 erreichte der Wuppertaler Zoo die drittbeste Wertung deutscher Großzoos. Dabei wurden insbesondere die neuen Gehege für Löwen und Tiger gewürdigt sowie die Haltung von Arten, die selten in deutschen Zoos gezeigt werden.
Im März 2009 wurde die zweitgrößte Königspinguinanlage Europas eröffnet. Eine Besonderheit ist der 15 m lange Acrylglas-Tunnel, der es den Besuchern ermöglicht, die 14 Königs- und 16 Eselspinguine auch unter Wasser zu beobachten.
Eine neu gestaltete Okapi-Anlage mit öffentlich zugänglichem Haus wurde 2011 in Betrieb genommen.
Seit dem Herbst 2014 gibt es im Zoo ein Restaurant im Stil eines Hochsitzes mit Blick über das Gehege für Afrikanische Elefanten.
Im Frühjahr 2020 wurde die Freiflughalle „Aralandia“ eröffnet. In der 1.100 m² großen Voliere sind Aras, Sittiche, Flamingos und Pudus beheimatet.
2023 startete das Projekt smart.zoo, dass das den Zoo über eine Virtual-Reality-Brille erkundbar machen soll. Der Zoo wird mit fast 4,4 Millionen Euro als Modellprojekt für einen klimaneutralen Zoo vom Bund gefördert und soll bis 2027 weitgehend klimaneutral werden.

## Anlagen
Der Zoo beherbergt eine Vielzahl artgerecht gestalteter Anlagen, die eine vielfältige Tierwelt präsentieren.

### Gibbon-Haus
1966 wurde das Gibbon-Haus eröffnet und 1981 bereits wieder erweitert, da die Tiere sich gut vermehrten. Das Haus wird, zusammen mit dem benachbarten Teich, von Weißhandgibbons bewohnt. Bis 2005 wurde es erneut renoviert, seither führt eine lange Hängebrücke über den Teich, sodass Besucher den Tieren näher sind.

### Biber-Anlage
1981 wurde zum 100-jährigen Jubiläum des Zoos die neue Biber-Anlage eröffnet. Beheimatet waren hier erst Kanadische und ab Mitte der 2000er Jahre Europäische Biber. Auch hier konnte man die Tiere durch große Unterwasserscheiben beim Tauchen betrachten. Das Schlafhaus der Biber bot ebenfalls einen guten Einblick. Anfang der 2020er Jahre wurde die Anlage für Karpfen umgestaltet, sodass nun keine Biber mehr im Zoo gehalten werden.

### Hirsch-Haus
Ebenfalls zum 100-jährigen Jubiläum wurde die neue Hirsch-Anlage mit dem großen Hirsch-Haus errichtet. Das Haus wurde in einen Hang gebaut, um Platz zu sparen. Hier leben zwei Huftier-Arten: die Weißlippenhirsche aus Tibet und die seltenen Takine, die es nicht häufig in europäischen Zoos gibt. Ehemalige Bewohner sind Davidshirsche. Sie wurden 2020 zu Gunsten einer Erweiterung der Takine-Anlage abgegeben.

### Affenhaus-Außengehege
1985 wurde das alte Affenhaus renoviert. Der Zoo-Verein spendete zusätzlich als Erweiterung eine Außenanlage. Hier leben die Roten Varis, die zu den Halbaffen gehören. Ihr ursprünglicher Lebensraum ist der Urwald Madagaskars, wo sie durch die Rodung der Wälder bedroht sind. Deshalb unterstützt der Zoo-Verein ein weiteres Projekt auf der Insel.

### Vogel-Freiflughalle
1960 wurde das Vogelhaus errichtet. 1993 wurde es mit Hilfe der Spendengelder des Zoo-Vereins um eine Freiflughalle für tropische Vögel erweitert. Hier leben verschiedene tropische Vogelarten aus den mittel- und südamerikanischen Regenwäldern. Die Halle imitiert aus diesem Grund die klimatischen Verhältnisse der Regenwälder. Im Zuge diverser Umbauten ist aktuell (2025) nur noch dieser Teil des Vogelhauses besuchbar.

### Orang-Utan-Freianlage
2003 wurde auf ca. 600 m² die neue Freianlage für die Orang-Utans errichtet. Sie war das zu diesem Zeitpunkt größte Projekt des Zoo-Vereins, da sie knapp 1.150.000 € kostete. Sie ist naturnah gestaltet und bietet den Tieren zahlreiche Klettermöglichkeiten. Sie ist sehr dicht mit Bambus bepflanzt. Ein kleiner Bach und eine Schutzhöhle zwischen den kleinen Hügeln sind ebenfalls integriert. Das Gehege ist frei von Zäunen, als Abgrenzung dienen eine Felswand und Glasscheiben.

### Brillenpinguin-Anlage
Seit Jahrzehnten werden im Zoo Brillenpinguine gehalten. Bis 2005 wohnten sie noch bei den Königspinguinen. Als dort der Platz nicht mehr ausreichte, bekamen sie eine eigene Anlage. Die neue Anlage steht an der Stelle, an der zuvor die Vierhornschafe zu sehen waren. Neben einem großen Schwimmbereich, der durch große Unterwasserscheiben betrachtet werden kann, umfasst die Anlage einen Sandstrand sowie eine Wiese mit in den Felsen eingebauten Nisthöhlen.

### Königspinguin-Anlage
Auf dem Gelände der veralteten Pinguinanlage entstand 2008 eine erneuerte Anlage für die Königspinguine. Das Projekt kostete etwa 3 Millionen Euro und wurde anlässlich des Firmenjubiläums komplett vom Unternehmen Vorwerk getragen. Damit erhielt der Zoo eine der größten und modernsten Pinguinanlagen Europas. Ein 15 Meter langer Acrylglastunnel ist eine der Attraktionen des Zoos. Die Anlage verfügt über gut 100 m² Land- sowie 220 Kubikmeter Wasserfläche. Auch Entkeimungs- und Kühltechniken wurden modernisiert und angepasst. Seit 2009 leben auch Eselspinguine in der Anlage.

### Zwergpinguin-Anlage
Im Jahr 2011 hat der Wuppertaler Zoo Zwergpinguine aus dem Taronga Zoo in Australien erhalten, die seither die einzigen in einem europäischen Zoo sind. Die erst 2007 errichtete Übergangsanlage für die Königspinguine wurde dabei artgerecht und in Anlehnung an die natürliche Umwelt der Tiere umgestaltet.

### Okapi-Anlage
Die bereits existierende Anlage der Okapis wurde im Oktober 2011 nach vier Monaten Bauzeit wieder eröffnet. Die Außenanlage wurde mit Gräben und Sichtscheiben neu gestaltet. Ziel dieser Anlage, die etwa 500.000 Euro gekostet hat, ist die Optimierung einer erfolgreichen Zucht der seltenen Tierart.

### Bonobo-Freianlage
2014 wurde die neue Bonobo-Anlage eingeweiht. Auch hier beteiligte sich der Zooverein mit einer Summe von 265.000 Euro an den Umbauarbeiten. Das Gehege liegt eingebettet zwischen der Orang-Utan-Freianlage und dem Gorilla-Außengehege. Es fügt sich harmonisch in die Landschaft ein.

### Haus für Afrikanische Elefanten
1995 wurde das neu gebaute Elefantenhaus von Johannes Rau eröffnet. Es beherbergt eine kleine Herde Afrikanischer Elefanten auf einer Fläche von 4340 m². Zum Zeitpunkt der Eröffnung galt das komplett umgebaute Gehege als eine der modernsten Anlagen der Welt.

### Aralandia
2020 wurde die Großvoliere Aralandia eingeweiht. Die begehbare Voliere beherbergt Chileflamingos, Sonnensittiche und diverse Ara-Spezies, darunter Hyazintharas. Zudem ist hier eine frei herumlaufende Pudu-Herde beheimatet. Die Anlage ist insgesamt 1100 m² groß.

### Schneeleoparden-Anlage
2017 wurden die ehemaligen Greifvogelkäfige in Kooperation mit dem Gebäudemanagement der Stadt zu einem weitläufigen Gehegekomplex zusammengeschlossen. Es beherbergt scheinbar ein verlassenes Dorf, das nach einer Gerölllawine zerstört und von der Natur zurückerobert wurde. Nun bietet es den Schneeleoparden eine Heimat. Sowohl eine Beobachtungsplattform als auch eine thematisch anmutende Umgebung wurden geschaffen.

### Südamerika-Haus
Im Jahre 2002 wurde das neue Tapirhaus im ehemaligen Elefantenhaus eröffnet. Seitdem beherbergte es die einzige Zuchtgruppe Mittelamerikanischer Tapire Europas. Eine weltweit einzigartige Beobachtungsmöglichkeit ist eine Unterwasserscheibe, die weitere Einblicke ermöglicht. Der letzte Tapir verstarb Anfang 2025. Weitere ehemalige Bewohner waren neben zwei Elefanten das Flusspferd Lina, das 1991 verstarb. Später wurde das Haus zum Südamerika-Haus umgewidmet, in dem jetzt ein Faultier, Halsbandpekaris und Pudus untergebracht sind.

### Anlagen für Amurtiger und Löwen
2007 wurden auf einer 4 ha großen Erweiterungsfläche das größte je in einem deutschen Zoo errichtete Löwengehege eingeweiht. Es wurde mithilfe von Felsen und Wassergräben naturnah gestaltet. Durch diverse Beobachtungsmöglichkeiten eröffnen sich dem Besucher weitere Einblicke in das Löwengehege sowie in das angrenzende Tigergehege, das nach den gleichen Prinzipien gestaltet wurde.

### JuniorZoo
2015 wurde der Streichelzoo „JuniorZoo“ eingeweiht. Hier ist die Heimat von Zwergziegen, Eseln und diversem Nutzgeflügel, wie zum Beispiel Truthähnen und Hühnern. Das Gehege ermöglicht nicht nur Tierkontakt, sondern auch das Säubern des Geheges mit speziellen Besen und Schubkarren. Hiermit erhalten Kinder einen Einblick in den Alltag eines Tierpflegers.

### Asiatische Rothund-Anlage
Die 2014 als Wolfsanlage eröffnete Asiatische Rothund-Anlage beherbergt neben Asiatischen Rothunden auch einen Zugang zum Bärengehege. Die Anlage bildet zusammen mit der benachbarten Anlage für Rote Pandas und Chinesische Schopfhirsche und der oberhalb liegenden Kula-Kangri-Takin-Anlage den Himalaya-Bereich des Zoos.

## Galerie

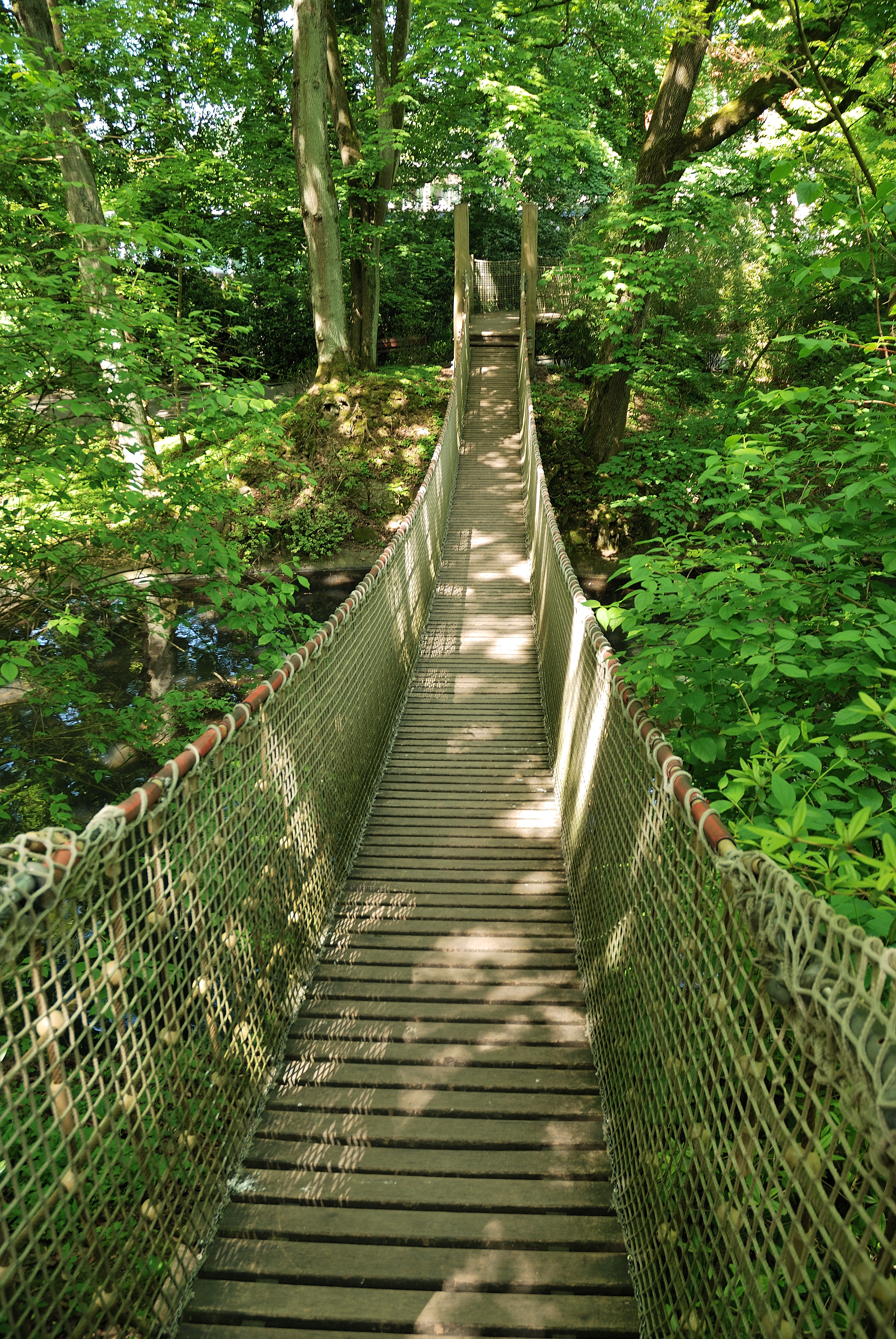
Die Hängebrücke bei der Gibbon-Insel
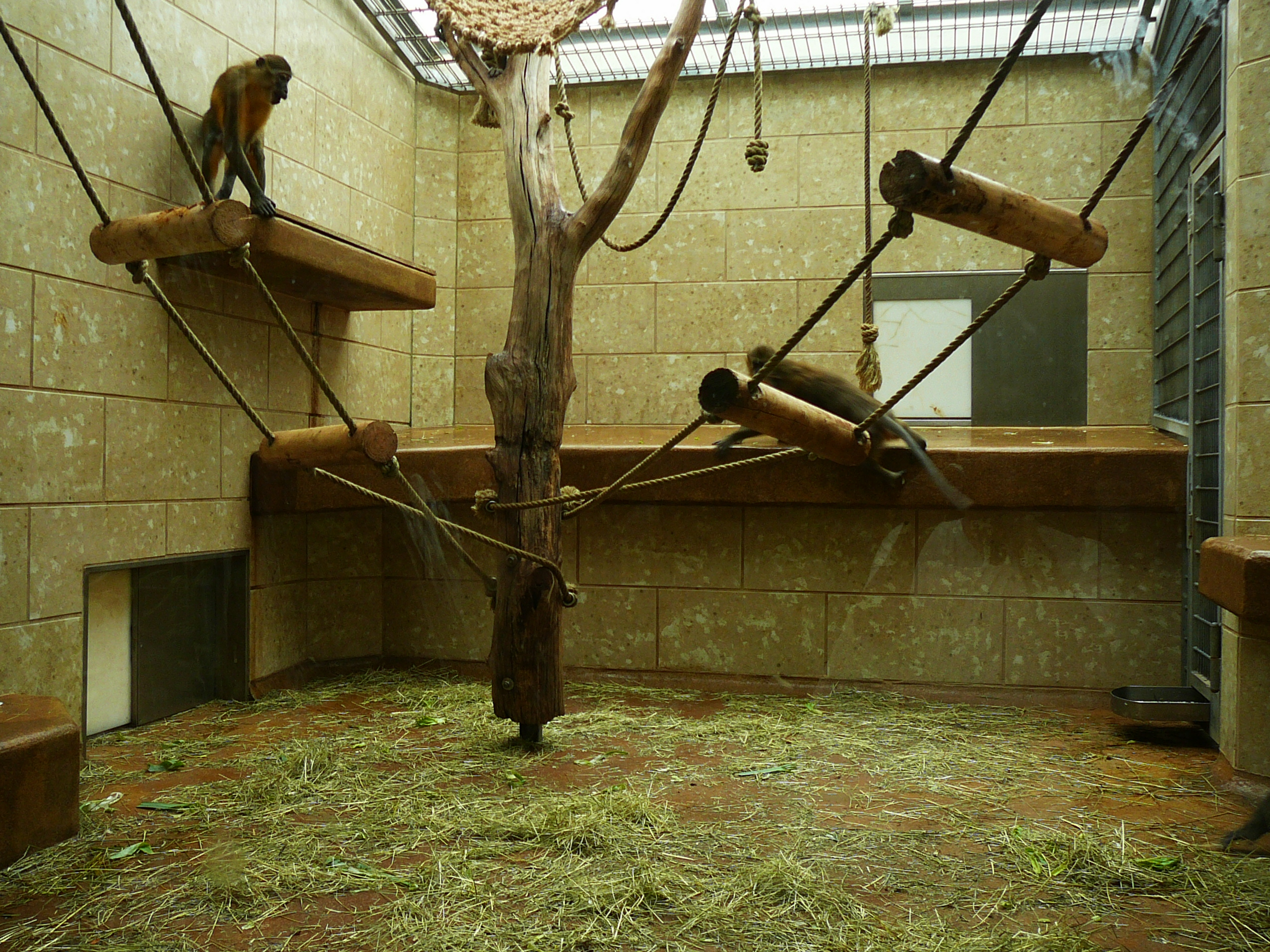
Gehege der Goldbauchmangaben (2007, Haltung beendet)
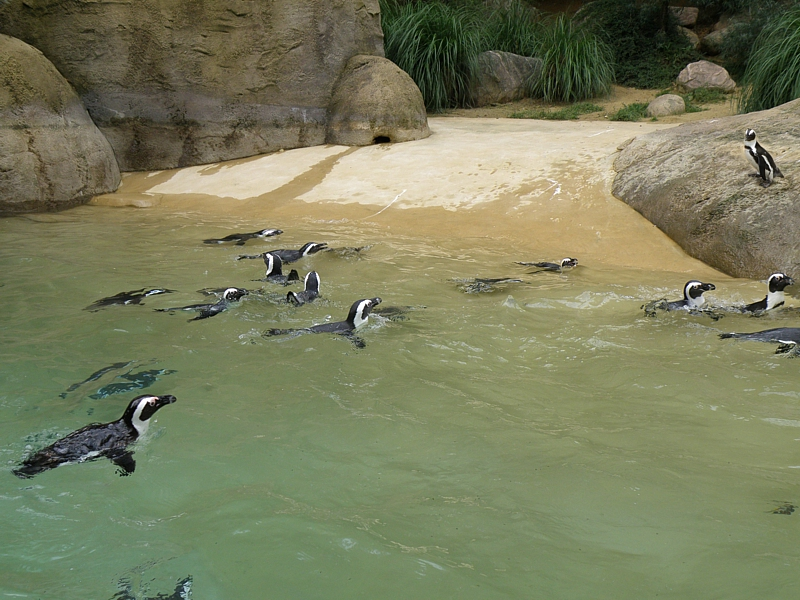
Nachgebautes Atlantikufer für die Brillenpinguine
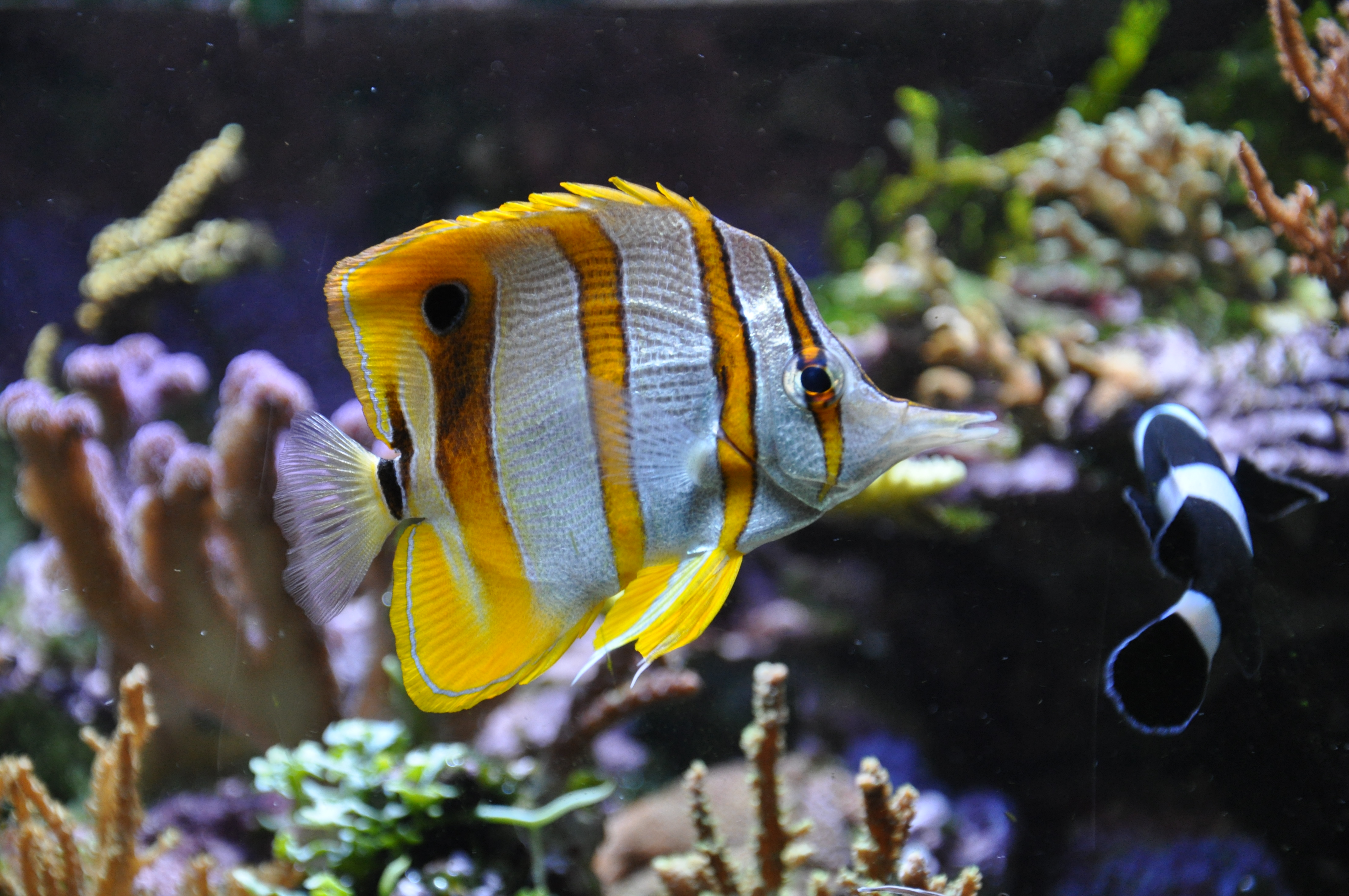
Fische in den Aquarien des Zoos
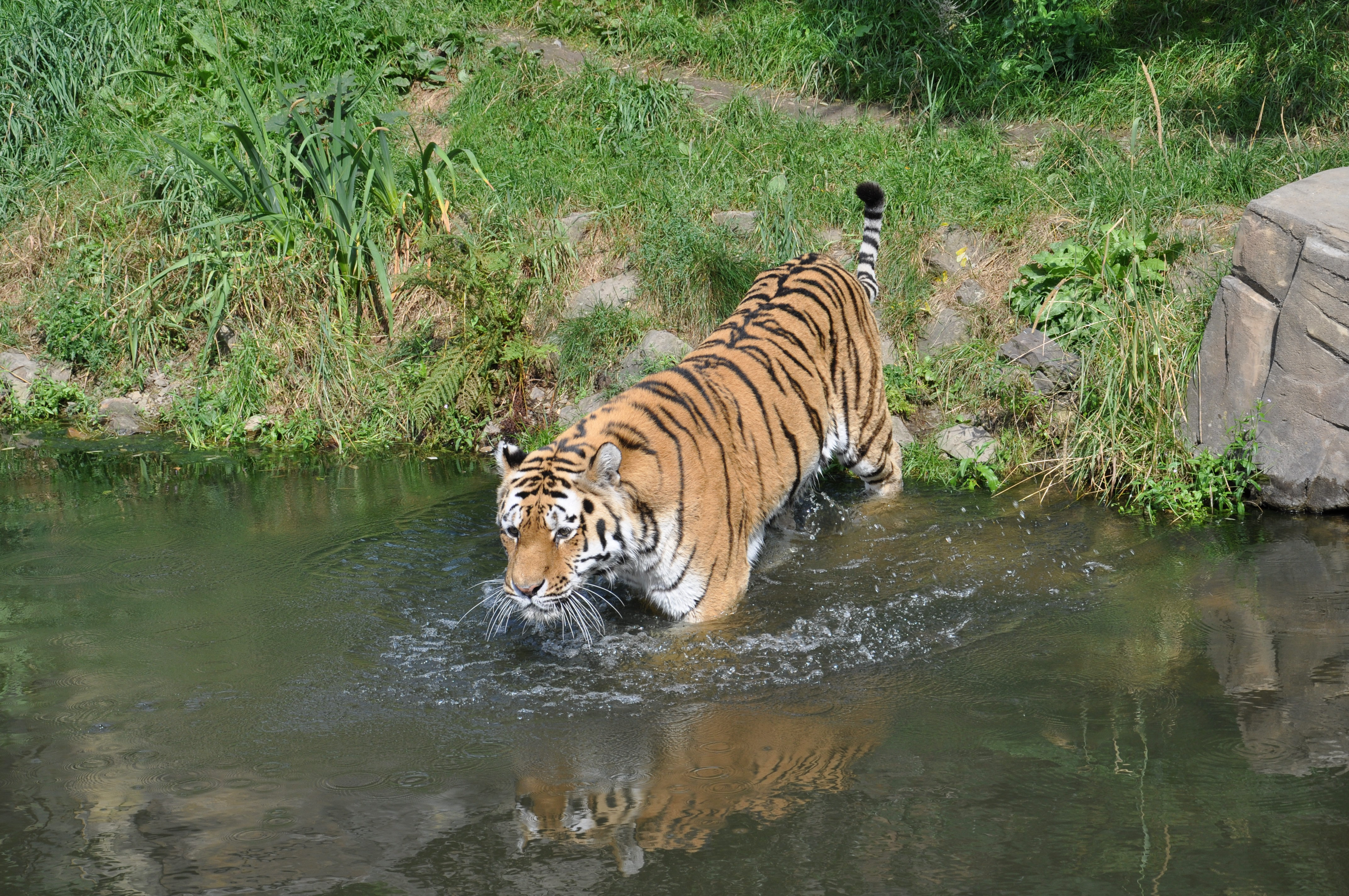
Tiger im Freigelände
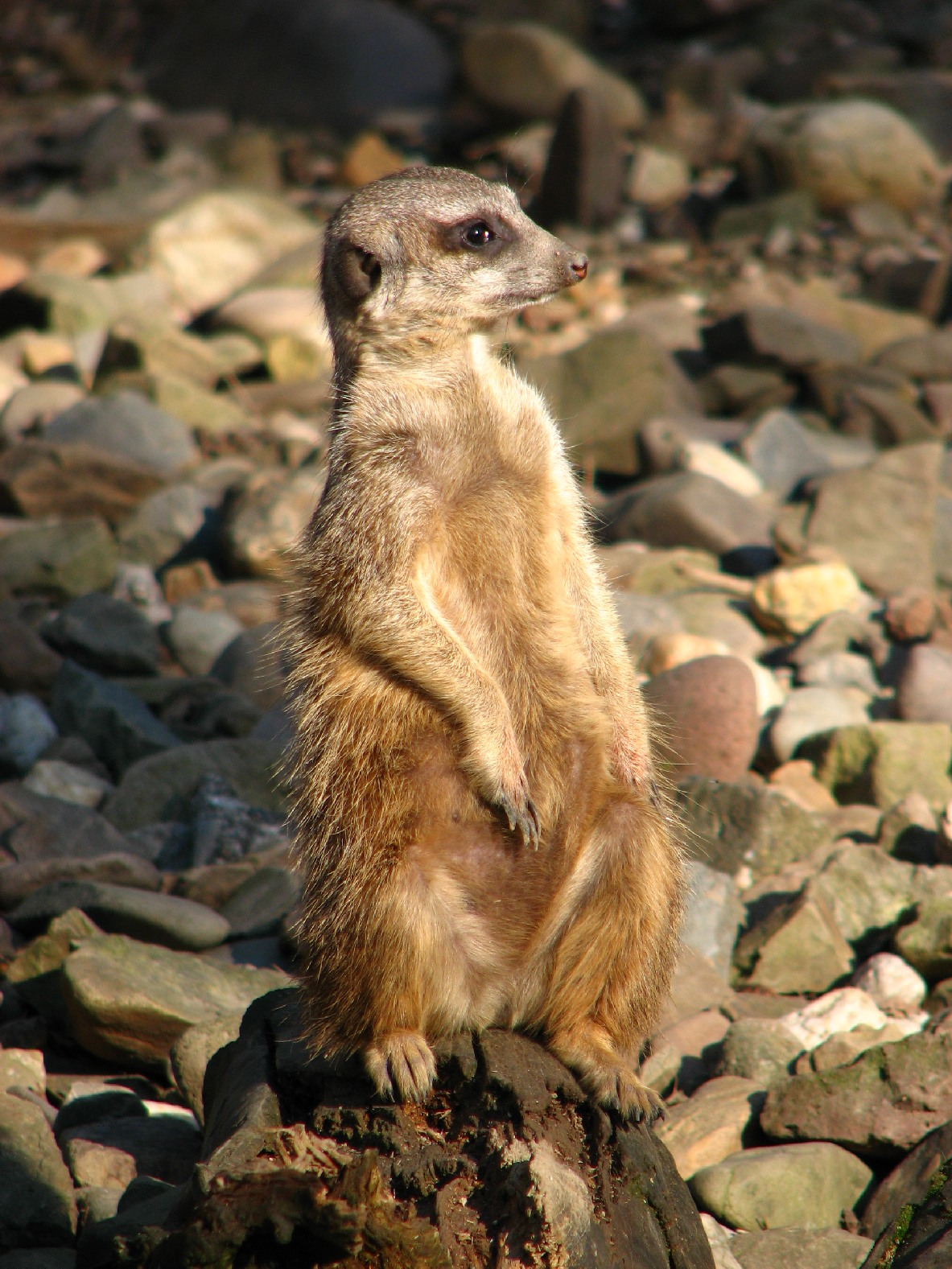
Erdmännchen
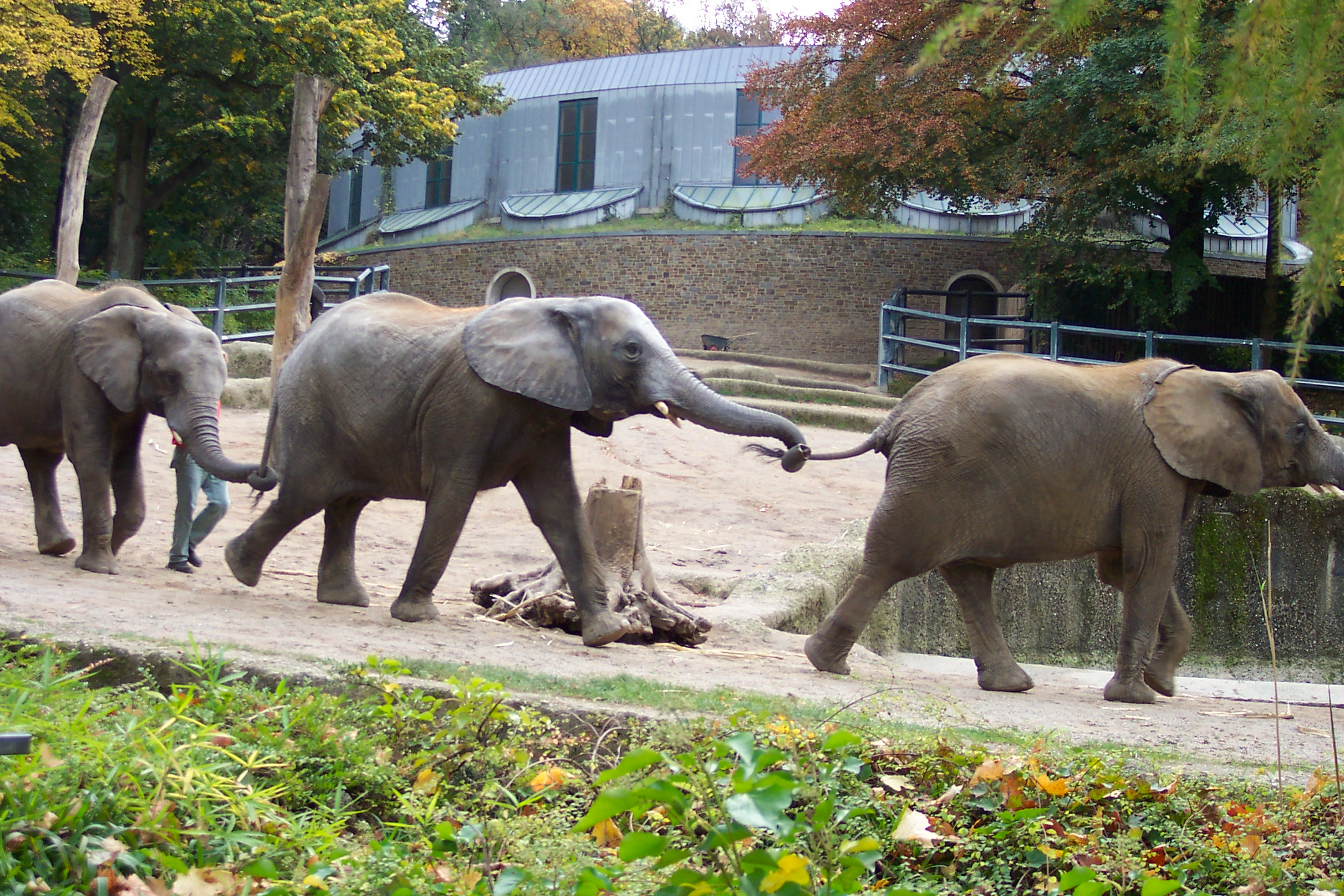
Elefanten im Freigelände
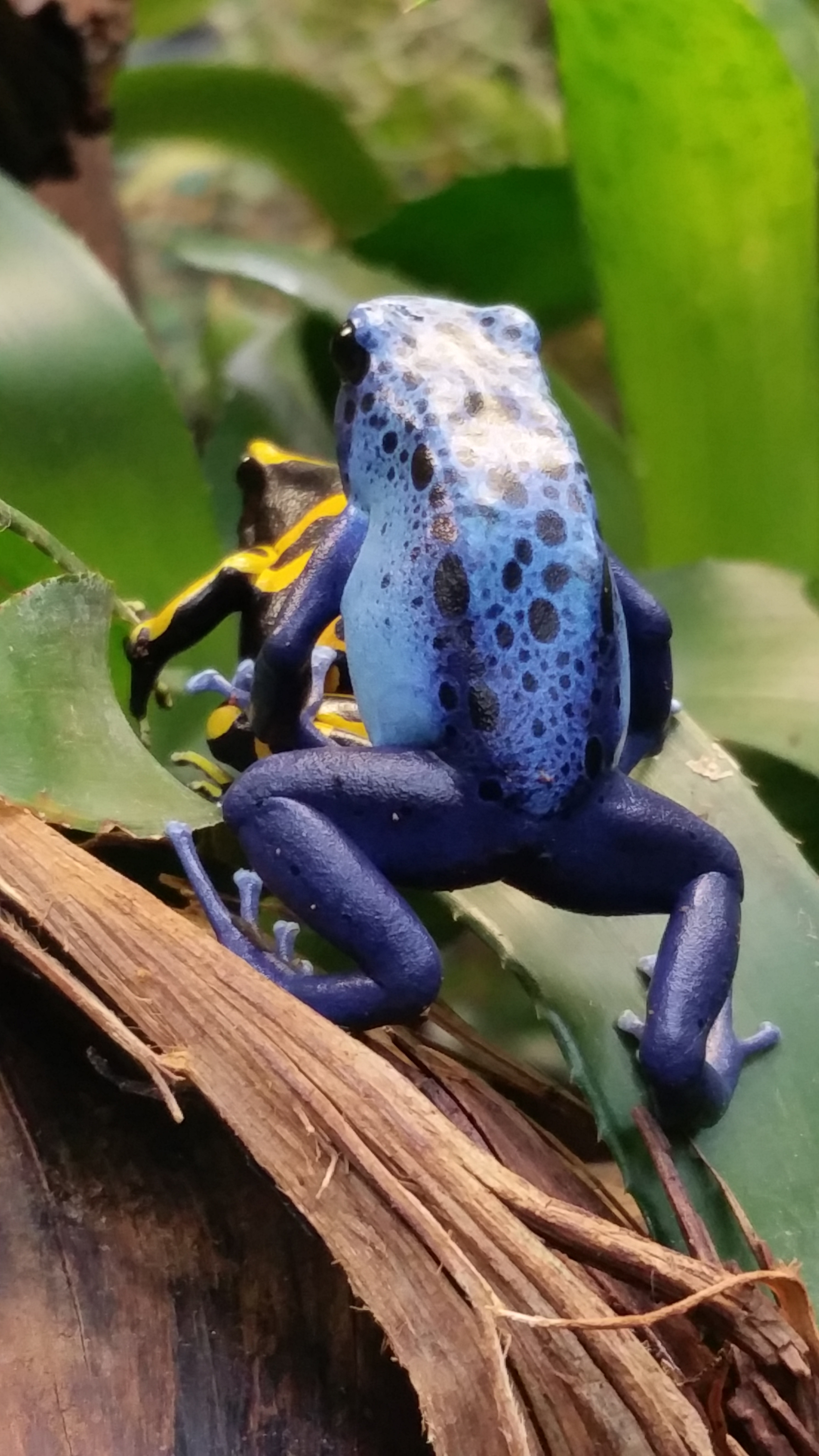
Blauer Baumsteiger
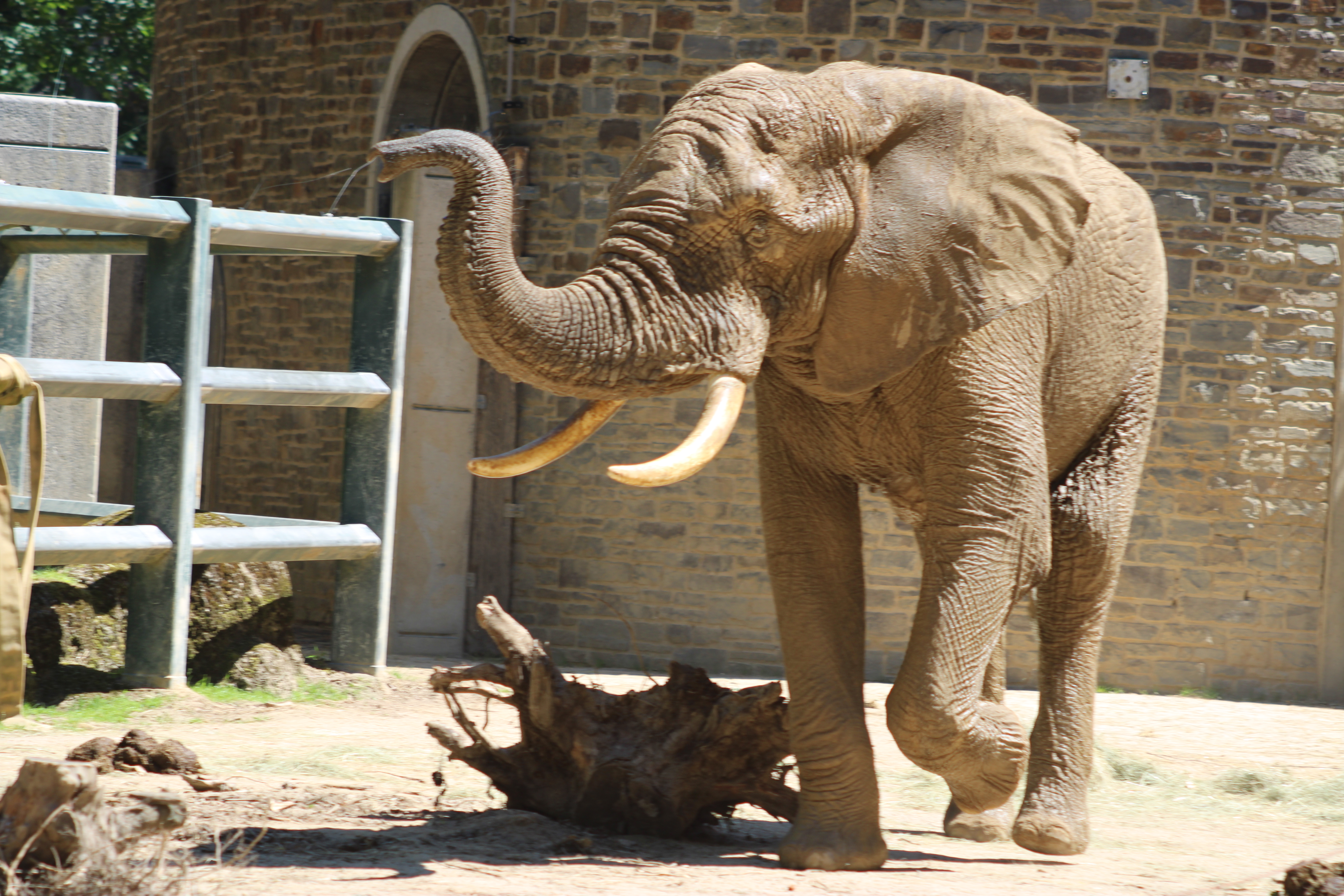
Elefantenbulle Tooth, von Mai 2019 bis Mai 2023 im Zoo
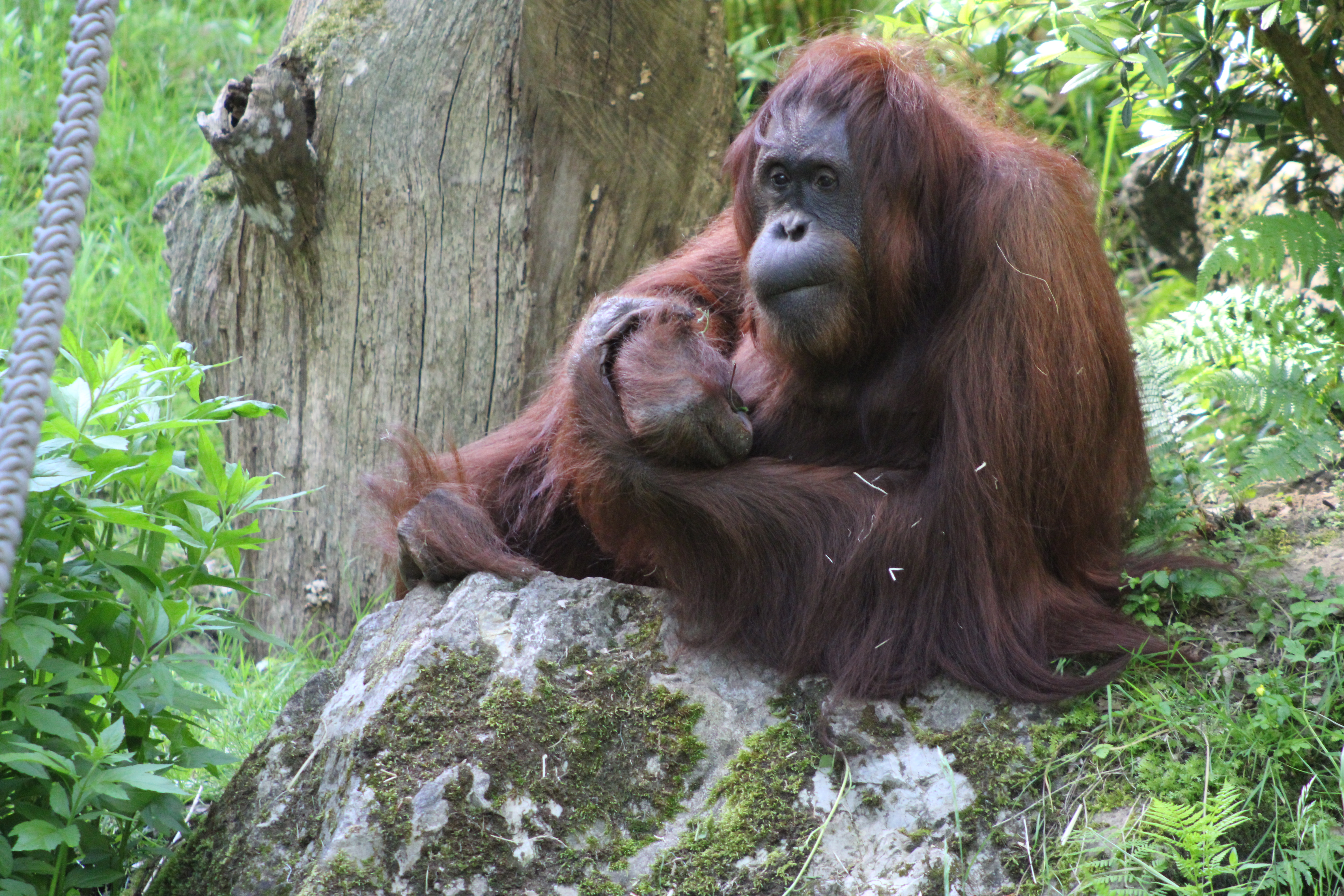
Orang-Utan im Freigehege
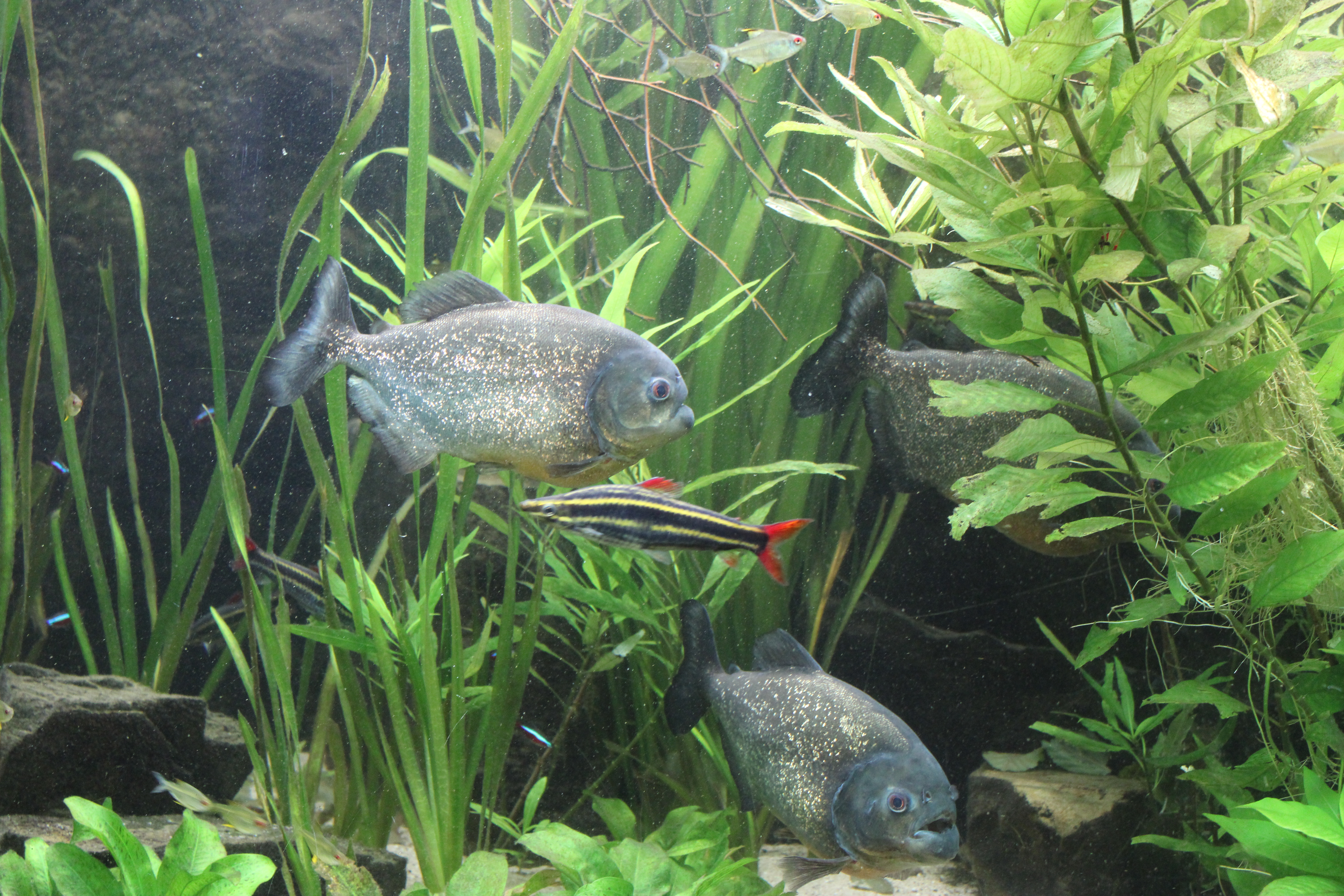
Piranhas
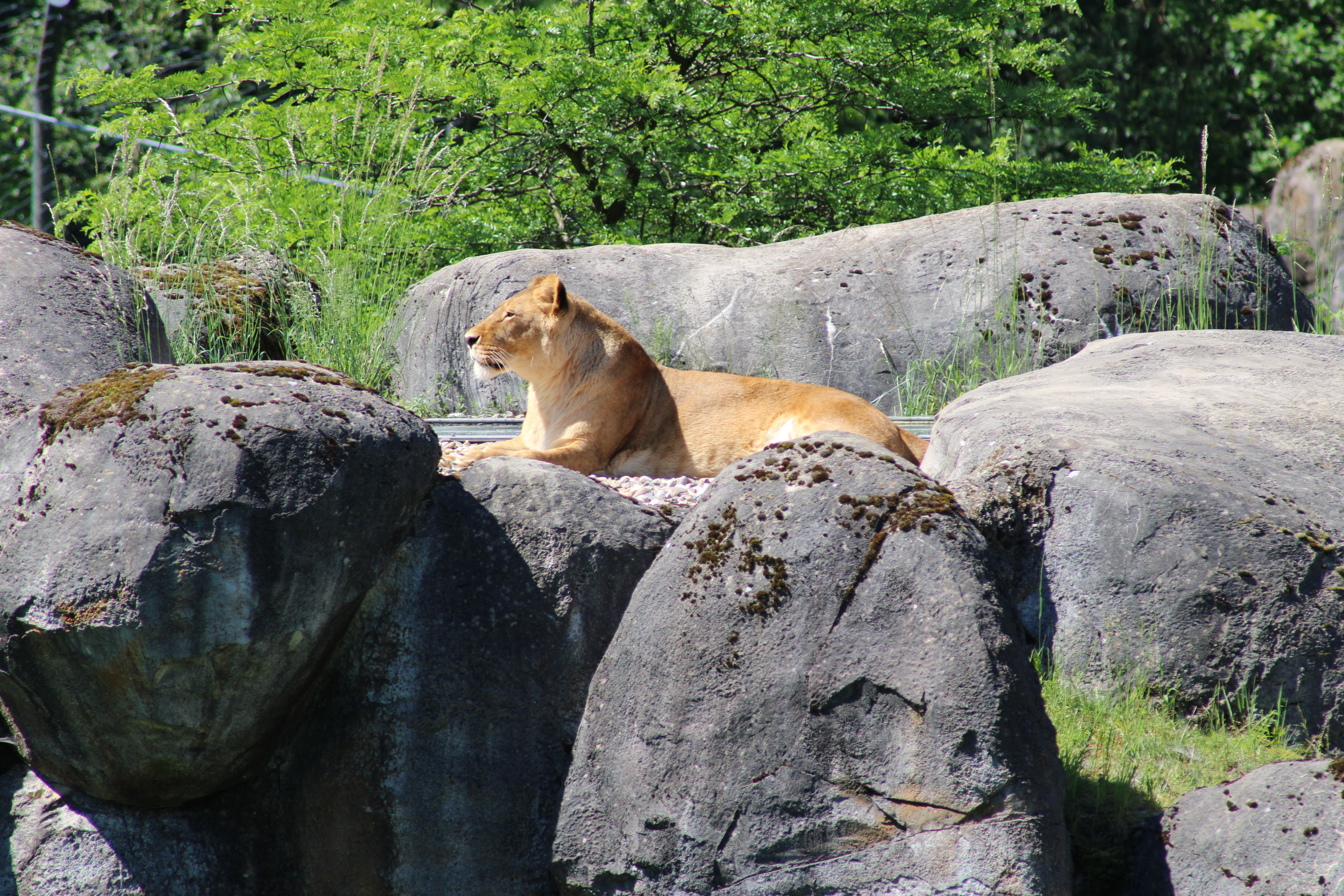
Löwin im Freigelände
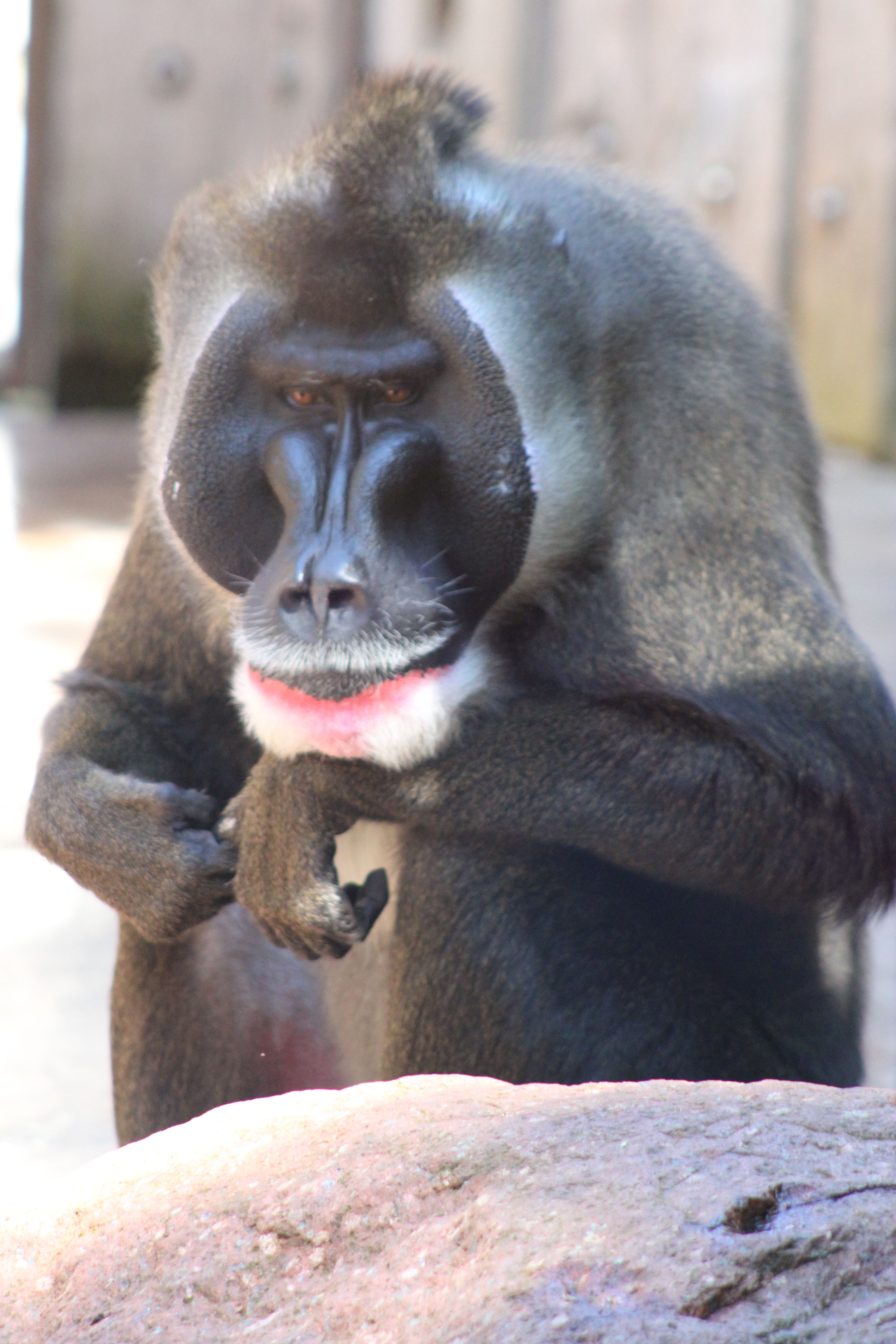
Drill
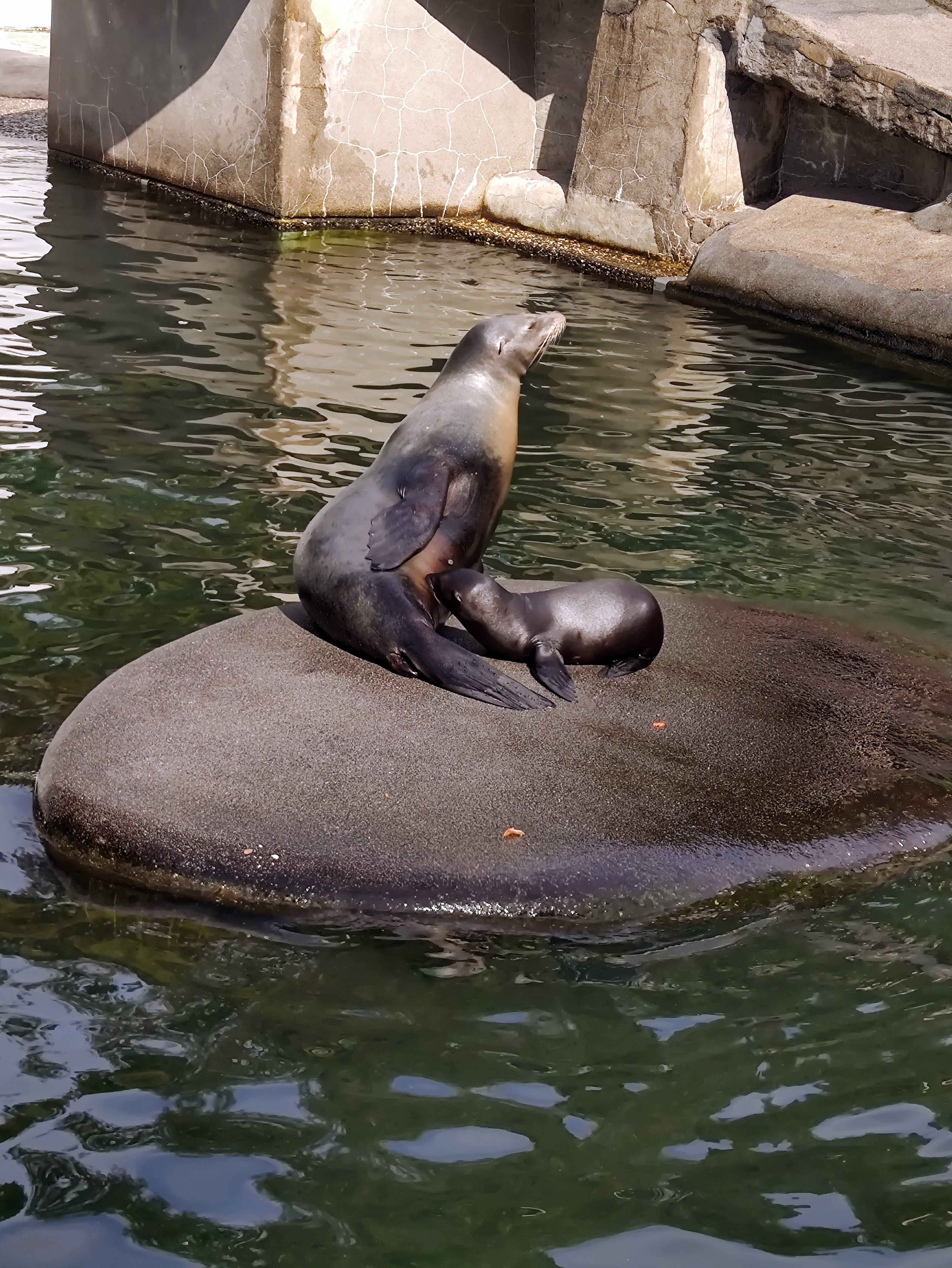
Kalifornische Seelöwen, Mutter säugt Jungtier
Hyazintharas

## Zuchtprogramme
Im Wuppertaler Zoo lebt die größte Zuchtgruppe des Pudus, einer kleinen südamerikanischen Hirschart. Hier wird auch das Internationale Zuchtbuch dieser Art geführt. Seit 1973 gab es mehr als 125 Pudugeburten. Daneben nimmt der Tierpark an vielen weiteren Zuchtprogrammen der Stiftung Artenschutz teil. Auch eine große Elefantenherde beherbergt der Wuppertaler Zoo, 2011 wurden zwei afrikanische Elefanten geboren, 2014, 2016, 2019 und 2020 wurde jeweils ein weiterer afrikanischer Elefant geboren. Des Weiteren hat der Wuppertaler Zoo die größte Beteiligung an einem internationalen Zuchtprogramm für die stark vom Aussterben bedrohten Goldkopflöwenäffchen.

## Kritik

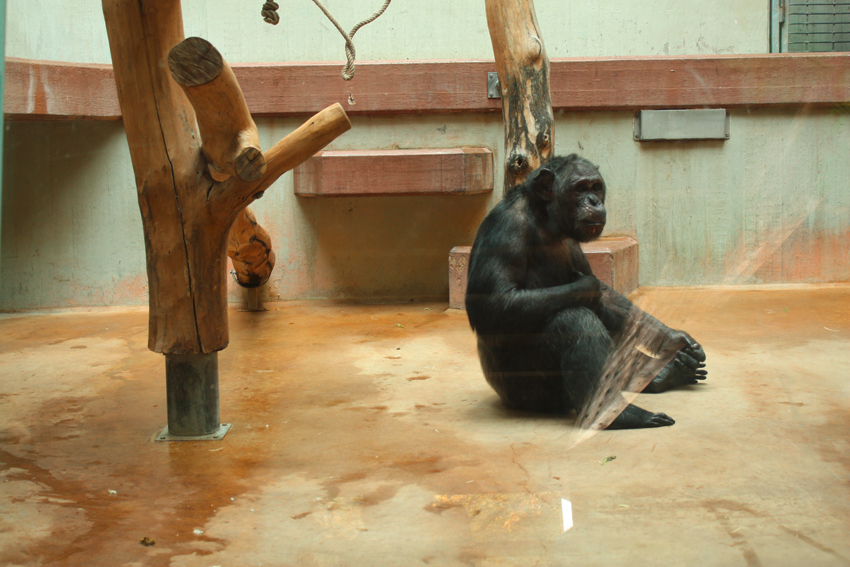
Epulu in seinem Gehege

Ab 2011 kritisierten die Tierrechtsorganisation PETA und der Tierrechtler Colin Goldner die Haltungsbedingungen der beiden Schimpansen Kitoto und Epulu. Kritikpunkte waren ein zu kleines und zu reizloses Gehege, der seltene Zugang zu einem Außenbereich und die paarweise Haltung der beiden Schimpansen entgegen ihrer natürlichen Lebensweise als Gruppentiere.
PETA berief sich dabei auf den Anthropologen und Primatologen Volker Sommer am University College London (UCL), der unter anderem zur Menschenaffen-Expertengruppe der Weltnaturschutzunion IUCN gehört.
Zoodirektor Arne Lawrenz wies in einem Artikel der Westdeutschen Zeitung hingegen darauf hin, dass eine Integration Epulus in eine Gruppe von Artgenossen aufgrund seiner Biographie bzw. seines nicht artgerechten Aufwachsens ohne Gefahr für Leib und Leben nicht möglich sei.
Im Lichte neuerer Erkenntnisse hat der Zoo im September 2019 die beiden Schimpansen an die Zoos Antwerpen und Heidelberg abgegeben. Somit lief auch die Schimpansen-Haltung aus. 2018 zog der von Hand aufgezogene Bonobo Bili im Zoo ein. Da für Bonobos die Integration eines männlichen Tieres von außen untypisch ist und von Natur aus nur Weibchen ihre Gruppe wechseln, kam es zu Kämpfen in der Gruppe, bei denen Bili verletzt wurde, was zu Protesten führte. Mittlerweile hat sich Bili integriert. 2021 wurde der Bonobo Birogu von seinen Artgenossen angegriffen und schwer verletzt, woraufhin er eingeschläfert wurde. PETA kritisiert die Haltung der Menschenaffen im Zoo, die zu aggressiven Verhalten und Mobbing untereinander verleiten würde.

## Lage
Der Zoo Wuppertal liegt im westlichen Teil der Stadt Wuppertal am Nordhang des Boltenberges zwischen Elberfeld (Varresbeck) im Osten und Sonnborn bzw. Vohwinkel im Westen. Aufgrund der Hanglage sind mitunter einige Höhenmeter zwischen den Gehegen zu überwinden. Nach der Eröffnung der neuen Gehege für die Großkatzen besitzt er nun eine Fläche von 24 ha.

## Anfahrt
Der Zoo ist an das öffentliche Verkehrsnetz angeschlossen. Die Schwebebahnstation Zoo/Stadion sowie der S-Bahnhof Zoologischer Garten (S8, S9, S28) befinden sich in der Nähe. Direkt vor dem Haupteingang des Zoos halten die Buslinien 639 und 605 der Wuppertaler Stadtwerke. Per PKW ist der Zoo über die A 46 mit der Ausfahrt am Sonnborner Kreuz zu erreichen. Ein großer Parkplatz befindet sich neben dem Wuppertaler Stadion.

## Direktion des Zoos
Aktiengesellschaft bis 31. März 1937, danach Stadt Wuppertal als Eigentümer.:66
| bis 31. März 1900                       | Durch den Aufsichtsrat der Aktiengesellschaft                                        |
| 1. Mai 1900 bis 14. September 1934      | Josef Keusch (1864–1945):S. 12, S. 30 u. S. 33                                       |
| 1. Oktober 1934 bis 1941                | Wilhelm Seiffge:S. 66                                                                |
| 1. März 1942 bis 1. Juni 1942 (Interim) | Eduard Wiedemann (1907–1947), gleichzeitig Direktor des Zoos Duisburg:S. 66 u. S. 74 |
| 1. Juli 1942 bis 17. Juni 1947          | Eduard Wiedemann:S. 74                                                               |
| 1. November 1947 bis 8. März 1950       | Martin Schlott (1891–1950):S. 76                                                     |
| 16. Juni 1950 bis 31. März 1967         | Richard Müller:S. 76, S. 88 u. S. 89                                                 |
| 1. Juni 1967 bis 30. Juni 1988          | Gerhard Haas (1923–2006):S. 116 u. S. 117                                            |
| 1. Juli 1988 bis 2012                   | Ulrich Schürer (* 1947):S. 151                                                       |
| 2012 bis 28. Februar 2013 (Interim)     | Arne Lawrenz (* 1964), Stellvertreter (Tierarzt)                                     |
| seit 1. März 2013                       | Arne Lawrenz                                                                         |